# Nédogo (Boudry)
Pour les articles homonymes, voir Nédogo.
Nédogo ou Nédégo est un village situé dans le département de Boudry de la province du Ganzourgou dans la région du Plateau-Central au Burkina Faso.

## Géographie
Nédogo se trouve à 6 km au sud-est de Boudry. Le territoire du village est en bordure de la rivière Guibga.

## Santé et éducation
Nédogo accueille un centre de santé et de promotion sociale (CSPS) tandis que le centre médical avec antenne chirurgicale (CMA) le plus proche se trouve à Zorgho.
Le village possède une école primaire publique.